# لورين هاو
لورين هاو هي عارضة كندية، ولدت في 10 يوليو 1994 في تورونتو في كندا.